# Маккей, Алан
А́лан Ли́ндси Макке́й (англ. Alan Lindsay Mackay, 6 сентября 1926, Вулвергемптон — 24 февраля 2025) — британский кристаллограф.

## Биография
Алан Маккей родился в Вулвергемптоне 6 сентября 1926 года. Получил образование в гимназии Вулвергемптона, школе Ондл Скул, Тринити-колледже Кембриджа и Лондонском университете, где получил докторскую степень. Сделал научную карьеру в Биркбек-колледже, одном из колледжей Лондонского университета, славившемся либеральной научной атмосферой под руководством Джона Десмонда Бернала.
Маккей внёс важный вклад в изучение структуры материалов: в публикации 1962 года он продемонстрировал икосаэдрическую упаковку атомов, что стало первым шагом к открытию пятерной симметрии в материаловедении. Такие структуры получили название икосаэдров Маккея. В 1981 году Маккей предсказал существование квазикристаллов в статье под заголовком «De Nive Quinquangula — о пятиугольных снежинках», опубликованной в советском научном журнале «Кристаллография» на русском языке. В статье он использовал мозаику Пенроуза в двух и трёх измерениях для предсказания нового вида упорядоченных структур, не допускаемых традиционной кристаллографией. В другой публикации, 1982 года, Маккей использовал оптическое преобразование Фурье двумерной мозаики Пенроуза. Каждая вершина мозаики была заменена маленьким кружком, полученная точечная картина была уменьшена — сжата до таких размеров, чтобы расстояния между кружками-точками стали соизмеримыми с длиной световой волны. Эта миниатюра была просвечена лазером, и оказалось, что полученная дифракционная картина обладает осью симметрии десятого порядка. Квазикристаллы с икосаэдрической симметрией были обнаружены Даном Шехтманом и его коллегами в 1984 году.
За вклад в теорию квазикристаллов в 2010 году Алан Маккей был удостоен премии Бакли Американского физического общества вместе с Довом Левином и Полом Стейнхардтом. Нобелевская премия по химии была присуждена в 2011 году Дану Шехтману за открытие квазикристаллов.
Маккей интересовался обобщённой кристаллографией, которая может описывать не только кристаллы, но и более сложные структуры и наноматериалы. Он применил свои идеи о минимальных поверхностях к графитовым материалам, предложив совместно с Умберто Терронесом периодические расположения атомов углерода с отрицательной гауссовой кривизной, известные как шварциты, которые являются периодическими «кузенами» бакминстерфуллеренов.
Алан Маккей составил книгу научных цитат, вместе с Эриком Лордом и С. Ранганатаном написал книгу по геометрии. Он также издал книгу стихов и перевёл с немецкого языка на английский, с комментариями, последнюю книгу Эрнста Геккеля «Kristallseelen» (1917). Под псевдонимом Шо Такахаши он создавал произведения в направлении сайнс-арт.
Маккей стал членом Лондонского Королевского общества (FRS) 17 марта 1988 года и членом Биркбек-колледжа 2 марта 2002 года. Он также был членом Мексиканской академии наук.
Алан Маккей умер 24 февраля 2025 года в возрасте 98 лет.